# روزگار سپری‌شده‌ی مردم سالخورده
روزگار سپری شدهٔ مردم سالخورده عنوان رمانی سه جلدی به قلم محمود دولت‌آبادی می‌باشد، این مجموعه سه جلدی به ترتیب با نام‌های: کتاب اول (اقلیم باد)، کتاب دوم (برزخ خس) و کتاب سوم (پایان جغد) از سال ۱۳۶۹ به بعد توسط انتشارات چشمه  منتشر شدند. چاپ یازدهم این اثر سال ۱۴۰۰ منتشر شده‌است.

## معرفی
این رمان در سه کتاب در فاصلهٔ زمانی ده ساله، به چاپ رسیده‌است کتاب اول با عنوان «اقلیم باد» سال ۱۳۶۹ کتاب دوم «برزخ خس» سال ۱۳۷۲ و کتاب سوم با عنوان پایان جغد سال ۱۳۷۹ منتشر شده‌است. رمان روزگار سپری شده مردم سالخورده، تلخ‌کامی‌ها و چالش‌های اهالی تلخ‌آباد کلخ‌ چان سبزوار را در فاصلهٔ سال‌های ۱۳۰۱ تا بعد کودتای ۲۸ مرداد سال ۱۳۳۲ به تصویر کشیده و کوشیده‌است تا سر گذشت سه نسل از مردم این منطقه را بیان کند.

## خلاصه داستان
وقایع رمان از روز مرگ پدر بزرگ سامون– استاد آبا– آغاز می‌شود و به صورت نقل خاطره پیگیری میشود.پریشانی و مرگ‌اندیشی بر فضای رمان سایه گستر است.
استاد ابا در روزگار سلطنت ناصرالدین شاهِ قاجار به روستایِ تلخ‌آباد کلخ‌ چان می‌آید. حاج‌کلیو و چالنگ بر مردم حکومت می‌کنند. استاد ابا در روستا به حرفه دلاکی و حجامت مشغول است؛ ازدواج می‌کند و دختری به نامِ خورشید و دو پسر به نام‌هایِ عبیدوس و یادگار دارد؛ سرانجام او می‌میرد و عبیدوس سرپرستِ خانواده می‌شود. پیس از دو ازدواج ناموفق با عذرا ازدواج می‌کند و صاحبِ سه پسر به نام‌های سامون، نوران، سلیم و دختری به نامِ مهرگان می‌شود. سامون بزرگ می‌شود؛ درس می‌خواند و عازم تهران می‌شود و در چند جا از جمله تئاتر کار می‌کند؛ داستان و نمایشنامه می‌نویسد و کم‌کم اعضای خانواده خود را به تهران می‌برد و زندگی دشوار و فلاکت‌باری را دنبال می‌کند؛ با آذین ازدواج می‌کند. سامون دستگیر و دو سال زندانی می‌شود و با مبارزان سیاسی آشنا می‌شود. ماجراهای رمان، یادکرد تمام این شوربختی‌ها و تلخی‌های روزگار است که در ذهنِ سامون می‌گذرد و سیری داستان‌گونه از ماجراهای تاریخی، سیاسی و اجتماعی ایران از زمان حکومت رضاشاه تا اوایل انقلاب در سال ۱۳۵۷ را نشان می‌دهد.

## نقد و بررسی
رمان روزگار سپری شده مردم سالخورده از زمان انتشار نخستین مجلد تا اواخر دهه خورشیدی در فضای رسانه‌های و علمی بارها مورد نقد و بررسی قرار گرفته‌است. در اینجا ضمن ارائه بخشی از نقدها فهرستی از نقد و بررسی‌هایی که بر این اثر انجام شده ارائه می‌شود.
در پژوهشی با عنوان «بازآفرینی اسطوره سوشیانس در روزگار سپری شده مردم سالخورده محمود دولت‌آبادی» عنوان شده‌است.
به باور اغلب منتقدان رمان، روزگار مردم سالخورده اثری نسبتاً موفق در حوزة رئالیسم جادویی است. محمود دولت‌آبادی در رمان روزگار سپری شدة مردم سال‌خورده از زبان پیشین فاصله می‌گیرد و با تلفیقی از رئالیسم و رئالیسم جادویی، به فضای تازه‌ای دست می‌زند. روزگار سپری شدة مردم سالخورده یکی از رمان‌های نامدار ایرانی است که به سبک رئالیسم جادویی نوشته شده‌است و در زیر لایه واقع‌گرایی و تاریخی آن، ژرف ساخت دنیایی اساطیری، حضوری جدی و مداومی دارد. در این میان، اسطورة منجی یا سوشیانس، نقشی کانونی ایفا می‌کند. نویسنده برای برون رفت از جامعة تباه و ست‌مزدة انسانی به دنبال آفرینش آرمانشهری است که در دنیای هنری و داستانی، مصداق آن را در سوشیانس می‌بینید و به بازآفرینی این اساطیر می‌پردازد. رمان رترکیبیی از دنیای واقعی، وهمی و اساطیری ایجاد کرده‌است. به نظر می‌رسد که در زیر سطحِ واقعی و تا حدی تاریخی داستان که از اواخر دوران قاجار تا اواخر دوران پهلوی را در فضایی داستانی گزارش می‌کند، ژرف ساخت اساطیری داستان به اسیطورة سوشییانس، موعود زردشتی اشاره دارد.